# Johann Wilhelm Karl Moritz
Johann Wilhelm Karl Moritz (* 21. Juli 1797 in Klein-Santersleben (Schackensleben); † 28. Oktober 1866 in Colonia Tovar, Venezuela) war ein deutscher Botaniker. Sein offizielles botanisches Autorenkürzel lautet „Moritz“.

## Leben
Nach einem abgeschlossenen Theologiestudium, begann Moritz sich mit dem Studium der Naturwissenschaften zu beschäftigen. 1833 reiste er auf die Antillen mit dem Ziel, Pflanzen für botanische Museen zu sammeln. Dort lernte er den späteren venezolanischen Staatspräsidenten José María Vargas Ponce kennen, den er 1835 nach Venezuela begleitete. Er lebte – bis auf einen Besuch in Deutschland – in der Siedlung Tovar, deren protestantische Kirchengemeinde er auch als Pfarrer betreute, und widmete sich der Erforschung der dortigen Flora, insbesondere in den Kordilleren. In Tovar legte er einen botanischen Garten an. Seine Pflanzensammlungen schickte er an das Botanische Museum in Berlin, an das Britische Museum, an das Wiener Hofmuseum, an die Leningrader Akademie der Wissenschaften und an die Universitäten Leipzig und Kiel.

## Aufsätze
- Carl Moritz: Vegetation der Urwälder um die Colonia Tovar. Botanische Zeitung. Bd. 4. 1846.